# Slow jam
Slow jam je obvykle zpomalená baladická jemná píseň s R&B-orientovanou melodií. Slow jamy jsou buď R&B balady nebo downtempo písně. 
Slow jam může mít Jazz/Funk/R'n'B/Quiet storm/pop elementy.
Název termínu pochází z doby, kdy kapela Midnight Star (SOLAR Records) nahrála píseň „Slow Jam“ do svého alba Parking On The Dance Floor z roku 1983.  

## Příklady
- „Come Back to Me“ – Janet Jacksonová
- „Damn U“ – Prince
- „Diamonds and Pearls“ – Prince
- „Diary“ – Alicia Keys
- „Didn't We Almost Have It All“ – Whitney Houston
- „Differences“ – Ginuwine
- „Diggin' on You“ – TLC
- „Ya Lil (Al Anisa Farah)“ – Ramage